# ダンジョンズ&ドラゴンズ・イモータル・セット
ダンジョンズ&ドラゴンズ・イモータル・ルール・セット は、ダンジョンズ&ドラゴンズ ・ファンタジー・ロールプレイングゲームのためのボックス・セットである。これはベーシック・セット を拡張するために、1986年に最初に出版された。

## 出版履歴
ダンジョンズ&ドラゴンズ・ベーシック・セット は、1983年にフランク・メンツァーによって最後の改定をされ、この時ダンジョンズ&ドラゴンズ・セット1：ベーシック・ルール とされた。1983年から1985年の間に、この系統はメンツァーによって、5つのボックス・セットのシリーズとして改訂と拡張がなされ、ベーシック・ルール （1〜3レベルに対応）、エキスパート・ルール （4〜14レベルに対応）、コンパニオン・ルール （15〜25レベルに対応）、マスター・ルール （26〜36レベルに対応）、イモータル・ルール （レベルを超越したキャラクターである「イモータル」に対応）となった。
イモータル・ルール セットはボックス・セットであり、32ページのプレイヤーズ・ガイド・トゥ・イモータルズ、54ページのダンジョンマスターズ・ガイド・トゥ・イモータルズ の2冊の冊子が収録されていた。これら2冊のルールブックはフランク・メンツァーが執筆し、アン・グレイ・マクレディが編集、カバーアートをラリー・エルモア、本文イラストをエルモアとジェフ・イーズリーが担当した。ハロルド・ジョンソンもまた、編集と製作に関った。

## 内容
イモータル・ルール は、マスター・ルール において提示された不死性の獲得に成功したプレイヤーキャラクターを対象としたルールである。このセットではパワー・ポイントのシステムが追加された。不死性を獲得したキャラクターは、自身の経験点10,000点につき1としてパワー・ポイントを算出する（端数切り上げ）。パワー・ポイントは、永久に能力値を上昇させたり、キャラクターの新たな特殊能力の領域であるマジックポイントのシステムを構成するために消費することができる。イモータルとなったキャラクターは、経験レベルではなく階級を使用する。キャラクターが階級を維持するためには特定のパワー・ポイントを保有していなければならず、上の階級に上がるためにはオリンピックと呼ばれる競技会に参加せねばならない。戦闘と魔法のシステムもまた、新たなイモータルのパワーを考慮するために拡張された。各々のイモータルとなったプレイヤーキャラクターは豊富なパワーを獲得し、新たな戦闘能力に加え、文字通りあらゆる魔法の呪文を行使することが可能となった。このルールは超人的なイモータルのキャラクター、彼らのパワー、アーティファクト、他のイモータルたちとの関係、自分自身の「本拠地次元界」を創造する能力が記述された。このセットにはまた、新たな強力なモンスター、アドベンチャー・シナリオの提案が掲載された。
このセットでは、D&D ゲーム内におけるイモータルたちの歴史を解説した。かつてただ3人のイモータルのみが存在し、彼らは多元宇宙を発見し、それに秩序と目的を与えることに決めた。このセットは多元宇宙の背後に充満し、多元宇宙全体をつないでいるアストラル界を導入することにより、D&D の多元宇宙システムを拡張した。アストラル界に加え、主要物質界、元素界、エーテル界、多くの外方次元界も存在した。これらの外方次元界は1次元のアト次元界（およそ1/3インチの大きさ）から5次元のテラ次元界（およそ8,510億光年の大きさ）の範囲である。このルールでは、イモータルのキャンペーンを運営するダンジョンマスター(DM)のための注釈を提供しており、それはイモータルの目標、義務と責任を含むイモータル社会における立場等を取り扱っていた。DMはイモータルたちの上役たる、各領域のハイアラークの役割を演じる。更にイモータルのためのアドベンチャーのプロットのサンプル、22ページ分に及ぶ新たなモンスターが記載された。これには元来エルドリッチ・ウィザードリィ に登場した多数のデーモンが含まれた。

## 評判
イモータル・ルール はホワイトドワーフ 誌83号においてグレーム・デイビスによって論評され、彼はこのセットを「D&D ゲームシステムの頂点」と述べた。デイビスは、キャラクターの成長における重大な変化であり、このセットは以前の拡張セットとは全く別のゲームのようであることを見いだしたが、イモータル・ルールはこのような高レベルのキャラクターにとって「起こり得たかもしれない、非常に甚だしいAD&D 式のルール拡張に比べれば、はるかに好ましい」と結論した。デイビスはこのセットを実際にプレイすることは想像もできなかったが、非常に興味深いと感じた。彼は「より重要な局面に進んでゆく本当の興奮があり、イモータルのキャラクターが獲得する大きなパワーは、経験豊かなDMがたいていの状況において致命的な限界突破主義を避けるために使用することができる抑制と均衡によってうまく相殺される」と述べた。デイビスは「D&D のゲームグループに必要不可欠な製品ではないが、興味深く、熟考されたものである。熱心な収集家はこれを逃したいとは思わないであろう。また高レベル帯の非イモータル・キャンペーンを運営しているDMは、これに掲載されている情報のいくらかは興味深いことを見いだすであろう」と述べて論評を締めくくった。
ケン・ロルストンはイモータル・ルール セットをドラゴン 誌127号で論評し、「神々をプレイするための精妙で、独創的で、複雑なルールシステム」、「無限に多様な別宇宙への旅や接触に理論的根拠を提供する」と述べた。ロルストンはこのシステムは「巧妙、複雑、抽象的、強力なものである。それはまた、多くの難解な思考パズルが散りばめられており、かなり高い知性が要求される」と述べた。彼は、このシステムはD&D ゲームと互換性はあるが、新たなデータ、攻撃と防御方式、キャラクターの動機付けが完全に異なる等、本当に全く新しいゲームである、と指摘した。彼はルールの説明における明確性の欠如を批判し、プレイヤーキャラクターへのパワー・ポイントの追加は「呪文とパワーのややこしい相互作用をほとんど無限に引き起こす、GMにとっての悪夢」とみなした。彼はまた、このルールブックの神話に対する取り扱いが「かなり淡白」であったと感じ「イモータル・セットの最大の弱点」とし、「D&Dゲームにおける神々の精神的な洞察はほとんどなく、エピックキャラクターの道、物語、主題の情報は全くない。そしてまた善悪に関する要旨もあまりない。イモータル達の動機付けにしても、魂を揺さぶるようなものではなく、抽象的である。」と述べた。彼はまた、このセットがキャンペーン志向ではなくシステム志向であり、主題と神話をキャンペーンに適合させるのをDMまかせにしている、と批判した。ロルストンは「D&Dイモータル・セットを本当に必要とするのはごくわずかな人々のみである。神々を演じようとする人々は少数であり、そのDMをしようとする人々は更に少ない....一方で、イモータルのPC達という独創的な概念とシステムを提供したことは賞賛に値する。他方、ファンタジー・キャンペーンにおける作成済みの神々と宗教の機構と様式を提供しなかったのは、怠慢であり期待はずれである。」と結論した。
ローレンス・シックは1991年出版の書籍ヒロイック・ワールズ で、「イモータル・ルールを使ったプレイは、低レベル帯のD&D とは、完全に別のゲームであるかのように異なる。」と記した。